# Eenheidsklasse
Een eenheidsklasse is een klasse van identieke zeilschepen. Er zijn honderden verschillende eenheidsklassen, elk met eigen regels waaraan schepen moeten voldoen. Doel van de regels is eenheid te creëren tussen deelnemende schepen om zo tot een eerlijke wedstrijd te komen.
Een andere methode om dat doel te bereiken is het organiseren van wedstrijden tussen ongelijke schepen met toepassing van een handicapsysteem. 